# Pomurnikowa Ściana

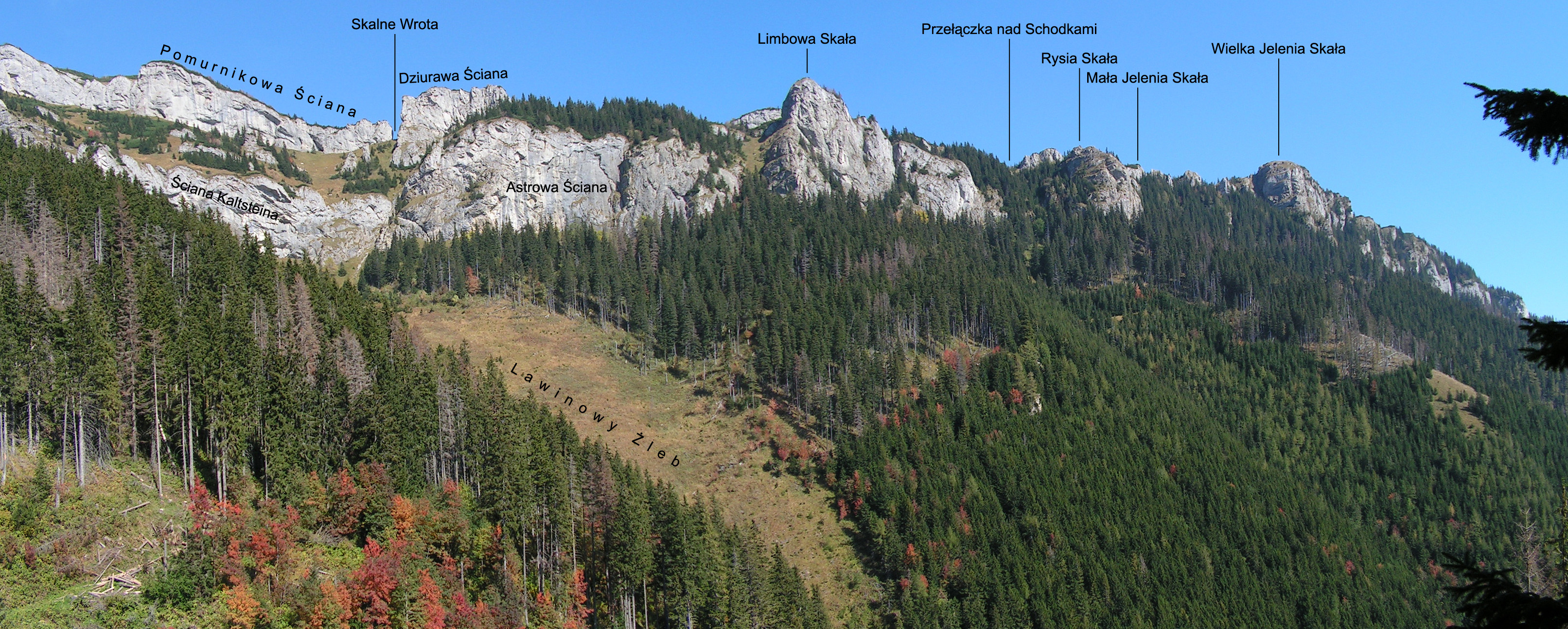
Pomurnikowa Ściana wśród opisanych obiektów

Pomurnikowa Ściana (niem. Mauerläuferwand, słow. Muráričia stena, węg. Hajnalmadár-fal) – koń skalny w grani głównej Tatr Bielskich w Tatrach Bielskich na Słowacji. Znajduje się w najniższym miejscu wschodniej grani Bujaczego Wierchu, oddzielony od niej Pomurnikowym Przechodem. Na przełęcz Skalne Wrota opada pionowym uskokiem o wysokości 20 m, na południowy zachód do Doliny do Siedmiu Źródeł pionową ścianą o wysokości do 30 metrów i długości około 150 m. Poniżej tej ściany znajduje się stromy upłaz opadający do Ściany Kaltsteina. Od północno-wschodniej strony poniżej Pomurnikowej Ściany jest porośnięte kosodrzewiną zbocze opadające do Doliny Suchej.
Jedyne miejsce, w którym można łatwo wejść na grań Pomurnikowej Ściany znajduje się blisko jej zachodniego końca. Jest to zarazem najwyższy punkt Pomurnikowej Ściany. Przejście jej granią nad uskok do Skalnych Wrót jest łatwe.
Po północnej stronie Pomurnikowej Ściany prowadzi ścieżka  dawnego znakowanego szlaku Magistrali Tatrzańskiej. Szlak został zamknięty, ale ścieżka fizycznie istnieje. Przejście nią od Skalnych Wrót na Bujaczy Wierch przez Kurzą Przełęcz trwa około 45 min. 
Nazwa ściany pochodzi od pomurnika – rzadkiego gatunku ptaków, w Tatrach gniazdującego na niedostępnych pionowych ścianach.